# Gando (Burkina Faso)
Gando est le nom de deux villages proches, Gando I (le village historique) et Gando II (plus récent), du département et la commune urbaine de Tenkodogo, situé dans la province du Boulgou et  la région du Centre-Est au Burkina Faso.

## Géographie

### Démographie
Les deux villages comptent[Quand ?] environ 2 500 habitants[réf. nécessaire], qui vivent essentiellement dans des fermes isolées autour des deux petits bourgs.

## Administration
Chacun des deux villages est reconnu séparément dans le département et élit ses propres conseillers au conseil municipal.

## Santé et éducation

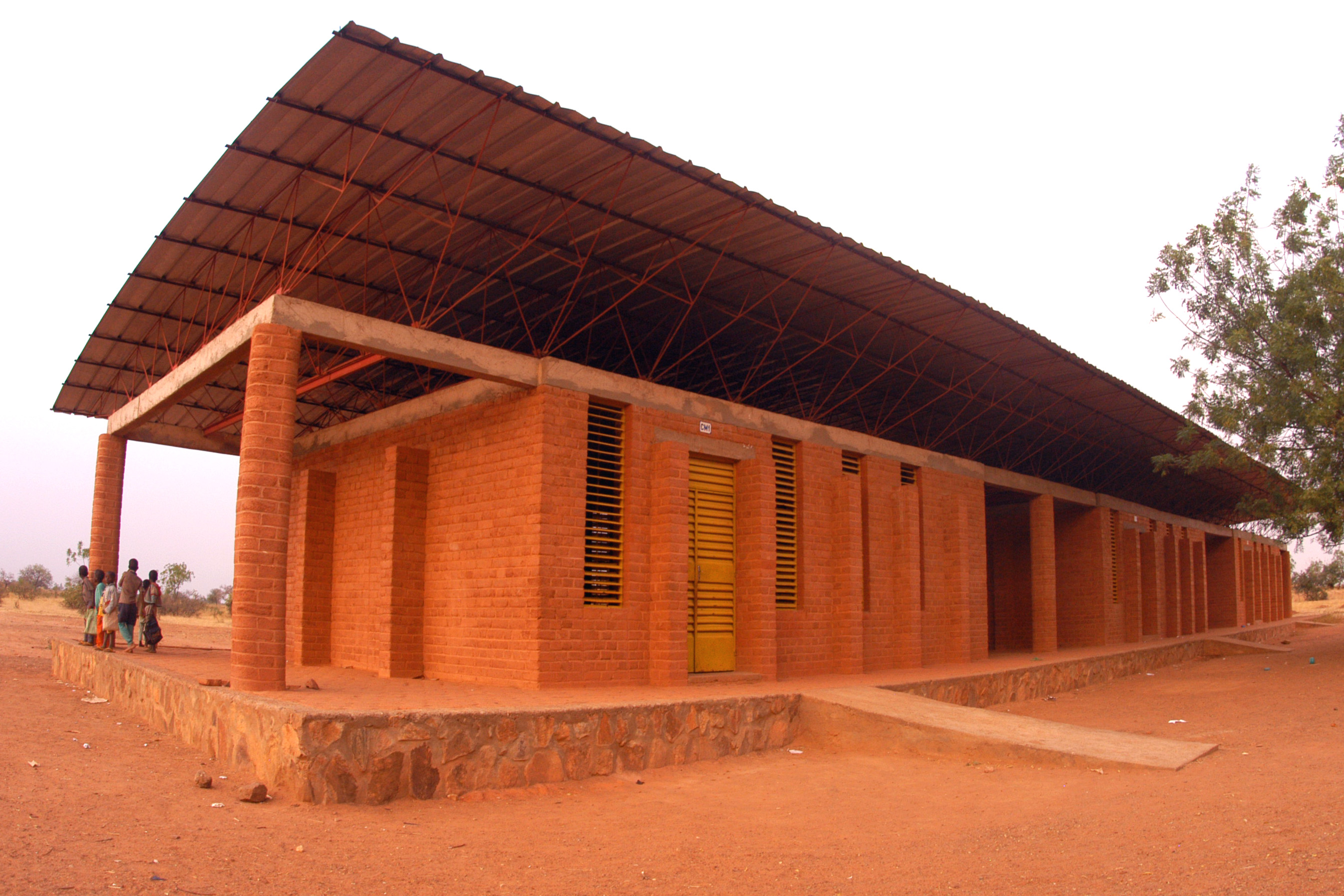
Le collège primaire de l'architecte Diébédo Francis Kéré.

Le village est connu depuis 2004 quand l'architecte Diébédo Francis Kéré, fils du village et vivant à Berlin, a reçu le prix Aga Khan d'architecture pour la construction de l'école primaire de Gando.

## Personnalités liées à la communauté
- Diébédo Francis Kéré (1965-), architecte germano-burkinabé.